# Тодд Вітскен
Тодд Вітскен (англ. Todd Witsken; 4 листопада 1963 — 25 травня 1998) — колишній американський тенісист.
Найвищу одиночну позицію світового рейтингу — 43 місце досяг 13 листопада 1989, парну — 4 місце — 29 серпня 1988 року.
Здобув 12 парних титулів.
Найвищим досягненням на турнірах Великого шолома був чвертьфінал в одиночному розряді.
Завершив кар'єру 1993 року.

## Фінали турнірів ATP за кар'єру
| Легенда                       |
| Великий шлем (0)              |
| Серія Мастерс ATP (2)         |
| Серія ATP Інтернешнл Ґолд (0) |
| Тур ATP (10)                  |

### Парний розряд: 21 (12–9)
| Результат | Ранг | Дата     | Турнір                   | Покриття  | Партнер         | Суперники                           | Рахунок       |
| --------- | ---- | -------- | ------------------------ | --------- | --------------- | ----------------------------------- | ------------- |
| Поразка   | 1.   | Жов 1987 | Сан-Франциско, США       | Килим (i) | Гленн Леєндекер | Джим Грабб Патрік Макінрой          | 2–6, 6–0, 4–6 |
| Поразка   | 2.   | Бер 1988 | Індіан-Веллс, США        | Тверде    | Хорхе Лосано    | Борис Бекер Гі Форже                | 4–6, 4–6      |
| Поразка   | 3.   | Тра 1988 | Чарлстон, США            | Ґрунт     | Хорхе Лосано    | Пітер Олдріч Дані Віссер            | 6–7, 3–6      |
| Перемога  | 1.   | Тра 1988 | Форест-Гіллс, США        | Ґрунт     | Хорхе Лосано    | Пітер Олдріч Дані Віссер            | 6–3, 7–6      |
| Перемога  | 2.   | Тра 1988 | Рим, Італія              | Ґрунт     | Хорхе Лосано    | Андерс Яррід Томаш Шмід             | 6–3, 6–3      |
| Перемога  | 3.   | Лип 1988 | Бостон, США              | Ґрунт     | Хорхе Лосано    | Бруно Орешар Хайме Їсага            | 6–2, 7–5      |
| Поразка   | 4.   | Лип 1988 | Washington Open, США     | Тверде    | Хорхе Лосано    | Рік Ліч Джим П'ю                    | 3–6, 7–6, 2–6 |
| Перемога  | 4.   | Лип 1988 | Страттон-Маунтін, США    | Тверде    | Хорхе Лосано    | Пітер Олдріч Дані Віссер            | 6–3, 7–6      |
| Поразка   | 5.   | Лис 1988 | Ітапарика, Бразилія      | Тверде    | Хорхе Лосано    | Серхіо Касаль Еміліо Санчес Вікаріо | 6–7, 6–7      |
| Перемога  | 5.   | Кві 1989 | Ріо-де-Жанейро, Бразилія | Килим (i) | Хорхе Лосано    | Патрік Макінрой Тім Вілкінсон       | 2–6, 6–4, 6–4 |
| Перемога  | 6.   | Лип 1989 | Гштад, Швейцарія         | Ґрунт     | Кассіу Мотта    | Петр Корда Мілан Шрейбер            | 6–4, 6–3      |
| Перемога  | 7.   | Сер 1989 | Монреаль, Канада         | Тверде    | Келле Евернден  | Чарлз Бекмен Шелбі Кеннон           | 6–3, 6–3      |
| Перемога  | 8.   | Лис 1989 | Стокгольм, Швеція        | Килим (i) | Хорхе Лосано    | Рік Ліч Джим П'ю                    | 6–3, 5–7, 6–3 |
| Поразка   | 6.   | Лис 1989 | Ітапарика, Бразилія      | Тверде    | Хорхе Лосано    | Рік Ліч Джим П'ю                    | 2–6, 6–7      |
| Поразка   | 7.   | Лип 1990 | Вашингтон, США           | Тверде    | Хорхе Лосано    | Грант Коннелл Гленн Мічібата        | 3–6, 7–6, 2–6 |
| Поразка   | 8.   | Жов 1990 | Відень, Австрія          | Килим (i) | Хорхе Лосано    | Удо Ріглевскі Міхаель Штіх          | 4–6, 4–6      |
| Перемога  | 9.   | Кві 1991 | Гонконг, Велика Британія | Тверде    | Патрік Гелбрайт | Гленн Мічібата Роберт Вант Гоф      | 6–2, 6–4      |
| Перемога  | 10.  | Тра 1991 | Мюнхен, Німеччина        | Ґрунт     | Патрік Гелбрайт | Андерс Яррід Дані Віссер            | 7–5, 6–4      |
| Перемога  | 11.  | Лип 1991 | Монреаль, Канада         | Тверде    | Патрік Гелбрайт | Грант Коннелл Гленн Мічібата        | 6–4, 3–6, 6–1 |
| Перемога  | 12.  | Бер 1992 | Кі-Біскейн, США          | Тверде    | Кен Флек        | Кент Кіннієр Свен Салумаа           | 6–4, 6–3      |
| Поразка   | 9.   | Лип 1992 | Вашингтон, США           | Тверде    | Кен Флек        | Брет Гарнетт Джаред Палмер          | 2–6, 3–6      |

### Одиночний розряд: 1 (1 поразка)
| Результат | Ранг | Дата     | Турнір             | Покриття   | Суперник     | Рахунок  |
| --------- | ---- | -------- | ------------------ | ---------- | ------------ | -------- |
| Поразка   | 1.   | Лют 1990 | Сан-Франциско, США | Тверде (i) | Андре Агассі | 1–6, 3–6 |